# Lynk & Co 900
Lynk & Co 900 (кит. 领克900; пиньинь Lǐng kè 900) — полноразмерный подзаряжаемый гибрид, люксовый кроссовер, выпускающийся с 2025 года китайско-шведским автомобильным брендом Lynk & Co. Является самым крупным автомобилем бренда.

## Описание
Lynk & Co 900, представленный 3 января 2025 года, базируется на платформе SPA Evo. Автомобиль позиционируется как шестиместный флагманский внедорожник. Его дизайн разработан в стиле «городской противоположности».
Передняя часть включает в себя расположенные параллельно группу фар и радиаторную решётку, что соответствует фирменному стилю Lynk & Co. В системе освещения используются 10192 светодиодных лампы с настраиваемыми световыми сценами, которые позволяют использовать режимы приветствия, вождения и парковки, а также дополнительные функции, такие как настраиваемые сообщения и анимация. Передний свес автомобиля укорочен на 20 градусов для лучшего угла въезда на бездорожье.
В салоне Lynk & Co 900 имеется 30-дюймовый сенсорный экран 6K перед сиденьем переднего пассажира, который поддерживает функцию разделения экрана. Другие особенности — 12,66-дюймовая приборная панель, информационно-развлекательная система с 30-дюймовым экраном для пассажиров на заднем сиденье и два чипа Qualcomm Snapdragon 8295 для системы ADAS. Также автомобиль оснащён системой подсветки, которая обеспечивает 256 градиентных RGB-эффектов, синхронизирующихся с музыкальными ритмами.
В качестве материалов для интерьера используются сочетание металлизированных перламутровых тканей, замши и кожи Nappa, а также такие детали, как полупрозрачная вакуумная отделка, создающая хрустальную текстуру. Ввиду оптимизации пространства площадь салона составляет 6,16 м2, а объём багажника — до 300 л при использовании третьего ряда сидений.